# Чемпионат Европы по конькобежному спорту 1904
Чемпионат Европы по конькобежному спорту 1904 года — 12-й чемпионат Европы, который прошёл 16 – 17 января в Давосе (Швейцария). Чемпионат проводился на четырёх дистанциях: 500, 1500, 5000 и 10000 метров. В соревнованиях принимали участие только мужчины — 5 конькобежцев из 3-х стран. Абсолютным победителем чемпионата Европы стал Рудольф Гундерсен (Норвегия).

## Результаты чемпионата
| место | спортсмен         | страна         | 500 м    | 1500 м     | 5000 м      | 10000 м     |
| ----- | ----------------- | -------------- | -------- | ---------- | ----------- | ----------- |
| 1     | Рудольф Гундерсен | Норвегия       | 45,6 (1) | 2.28,2 (1) | 8.57,0 (1)  | 19.01,0 (1) |
| (2)   | Коен де Конинг    | Нидерланды     | 49,8 (2) | 2.39,6 (2) | 9.26,2 (2)  | 19.13,0 (2) |
| (3)   | Аренд Боума       | Нидерланды     | 51,6 (3) | 2.45,4 (3) | 9.27,4 (3)  | 19.59,4 (3) |
| Б/М   | Чарльз Эдгингтон  | Великобритания | 59,8 (5) | 2.57,4 (5) | 10.32,8 (4) | Н/Ф         |
| Б/М   | Ян Греве          | Нидерланды     | 52,0 (4) | 2.49,6 (4) | –           | –           |

## Ссылка
Результаты конькобежного спорта с 1887 года и по наши дни, анг.